# Gladys Walton
Gladys Walton, née le 13 avril 1903, morte le 15 novembre 1993, est une actrice américaine du cinéma muet.

## Biographie
Gladys Walton nait à Boston et grandit à Portland dans l'Oregon, elle fait ses débuts en 1919 avec des petits rôles dans des films des studios Fox Sunshine.
Elle a été mariée successivement à  Kenneth James Wells, Spiro (Samuel) Dilles, Henry Merritt Herbel et Frank Liddell. 
Elle meurt à Morro Bay d'un cancer le 15 novembre 1993 à l'âge de 90 ans,.

## Filmographie

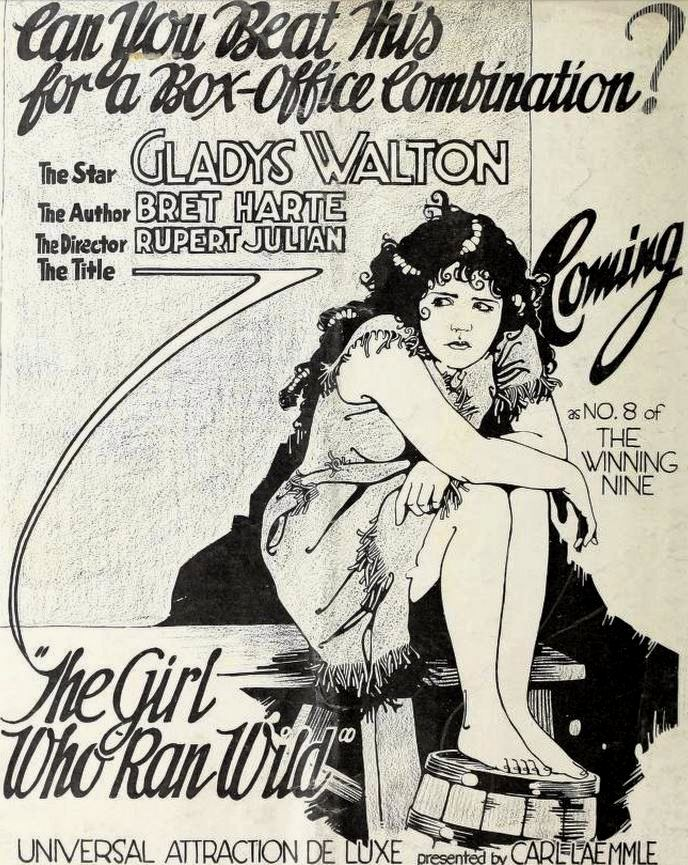
Gladys Walton à l'affiche de The Girl Who Ran Wild en 1922.

- 1908 : The Fairylogue and Radio-Plays
- 1920 : La La Lucille : Peggy Hughes
- 1920 : The Secret Gift : Winnie
- 1920 : Pink Tights : Mazie Darton
- 1920 : Risky Business : Phillipa
- 1921 : Rich Girl, Poor Girl de Harry B. Harris : Nora McShane / Beatrice Vanderfleet
- 1921 : All Dolled Up : Maggie Quick
- 1921 : Desperate Youth : Rosemary Merridew
- 1921 : The Man Tamer : The Lion Tamer
- 1921 : Short Skirts : Natalie Smith
- 1921 : The Rowdy : Kit Purcell
- 1921 : High Heels : Christine Trevor
- 1921 : Playing With Fire : Enid Gregory
- 1922 : The Guttersnipe : Mazie O'Day
- 1922 : Une idylle dans le métro (The Wise Kid) de Tod Browning : Rosie Cooper
- 1922 : Second Hand Rose : Rose O'Grady
- 1922 : The Trouper : Mamie Judd
- 1922 : Top o' the Morning : 'Jerry' O'Donnell
- 1922 : The Girl Who Ran Wild : M'liss
- 1922 : The Lavender Bath Lady : Mamie Conroy
- 1922 : A Dangerous Game : Gretchen Ann Peebles
- 1923 : The Love Letter : Mary Ann McKee
- 1923 : Gossip (en) de King Baggot : Caroline Weatherbee
- 1923 : The Town Scandal : Jean Crosby
- 1923 : Crossed Wires : Marcel Murphy
- 1923 : Sawdust : Nita Moore
- 1923 : The Untameable : Edna Fielding / Joy Fielding
- 1923 : The Wild Party : Leslie Adams
- 1923 : The Near Lady : Nora Schultz
- 1925 : Easy Money
- 1925 : Enemies of Youth
- 1925 : Le Vainqueur du ciel (The Sky Raider) de T. Hayes Hunter : Marie
- 1925 : Anything Once : Dorothy Nixon
- 1925 : A Little Girl in a Big City : Mary Barry
- 1928 : The Ape